# Los Realejos
Los Realejos ist eine Stadt auf der Kanareninsel Teneriffa mit 37.522 Einwohnern (Stand: 2024). Los Realejos ist mit Santa Cruz de Tenerife über die Nordautobahn TF-5 verbunden. Los Realejos liegt westsüdwestlich von Santa Cruz de Tenerife und an der Nordküste. Nachbargemeinden sind Puerto de la Cruz im Nordosten, La Orotava im Osten und Süden sowie San Juan de la Rambla im Westen.
Die Gemeinde Los Realejos hat eine Ausdehnung von 57,78 km² auf einer durchschnittlichen Höhe von 420 m über dem Meeresspiegel.

## Klima
Das Klima von Los Realejos wird, wie auf der gesamten Insel, von den aus dem Norden wehenden Passatwinden beeinflusst, die kühl und feucht sind und an 80 % aller Tage im Sommer und 50 % aller Tage im Winter wehen. Diese Winde sind die Ursache für die konstanten und für diese Breitengrade ungewöhnlichen Temperaturen, mit geringen Unterschieden zwischen Tag und Nacht. Sie sorgen für milde Winter und frische Sommer, daher der Ausdruck „Insel des ewigen Frühlings“.

## Geschichte
Nach der für die Kastilier siegreichen Schlacht von Aguere durchquerten die Truppen das Herrschaftsgebiet des Mencey von Taoro, ohne auf nennenswerten Widerstand zu stoßen. Am westlichen Ende des Orotava-Tals errichteten sie ein Heerlager (spanisch real). Die Gegend wurde seit dieser Zeit Realejo genannt. Von diesem strategischen Punkt aus wurden einige Vorstöße durch leichte Reiterei vorgenommen, um Bewegungen auf dem Gebiet zu entdecken und die Größe der gegnerischen Truppen festzustellen. Am 24. Dezember 1495 stellten die Kastilier eine gegnerische Truppenkonzentration in der Nähe des Gebietes fest, in dem die 1. Schlacht von Acentejo stattgefunden hatte.
Am Weihnachtstag 1495 fand in der Nähe der heutigen Stadt La Victoria die 2. Schlacht von Acentejo statt. Die Kastilier ließen sich nicht in einen Hinterhalt locken. Es war nach Augenzeugenberichten ein Gefecht ohne erwähnenswerte Zwischenfälle außer, dass auf beiden Seiten mit ausgesprochener Brutalität vorgegangen wurde. Nachdem an dem größten Teil des Tages gekämpft worden war, siegten die Kastilier. Sie zogen sich in ihr Lager von Realejo zurück und begannen dies zu einer dauerhaften Siedlung auszubauen. Es wurde mit dem Bau einer Kirche begonnen, die den Santiago el Mayor als Schutzpatron hat. Am 15. Februar 1496 wurden die Truppen entlassen. Es blieben nur die Personen zurück, die auf Landzuteilungen warteten, um sich dauerhaft auf der Insel niederzulassen. Im Mai 1496 (offiziell am 25. Juli 1496) kapitulierten die Menceyes von Tegueste, Tacoronte, Icod und Daute in einer von den Kastiliern inszenierten Feier im Feldlager von Realejo.
Die beiden Ortschaften, Realejo Alto oder De Arriba und Realejo Bajo bildeten seit ihrer Gründung auf der Grundlage der Angliederung von Teneriffa an Spanien gegen Ende des 15. Jahrhunderts eine einzige Körperschaft unter der Gerichtsbarkeit von La Laguna. Im 19. Jahrhundert berief man sich auf das Dekret der Cortes von Cádiz vom 23. Mai 1812 und unterteilte sie in zwei Gemeinden, den Pfarrgrenzen und dem im Jahre 1778 errichteten Vorstand nach. Somit entstanden zwei Gemeinden, Realejo Alto und Realejo Bajo.
Schließlich kam man am 18. März 1952 darin überein – zu der Zeit hatten Nicolás González del Carmen das Bürgermeisteramt von Realejo Alto und Oscar González Siverio das Bürgermeisteramt von Realejo Bajo inne –, die rechtliche Verschmelzung einzuleiten, und zwar über den Absatz b) Artikel 13 des „Ley de Régimen Local“ vom 16. Dezember 1950, und den Antrag zu seiner Resolution beim Ministerrat einzureichen. So erschien am 6. Januar 1955 im B.O.E. der Erlass vom 23. Dezember 1954, nach dem die beiden Gemeinden offiziell in eine einzige mit dem Namen Los Realejos verschmelzen sollten.

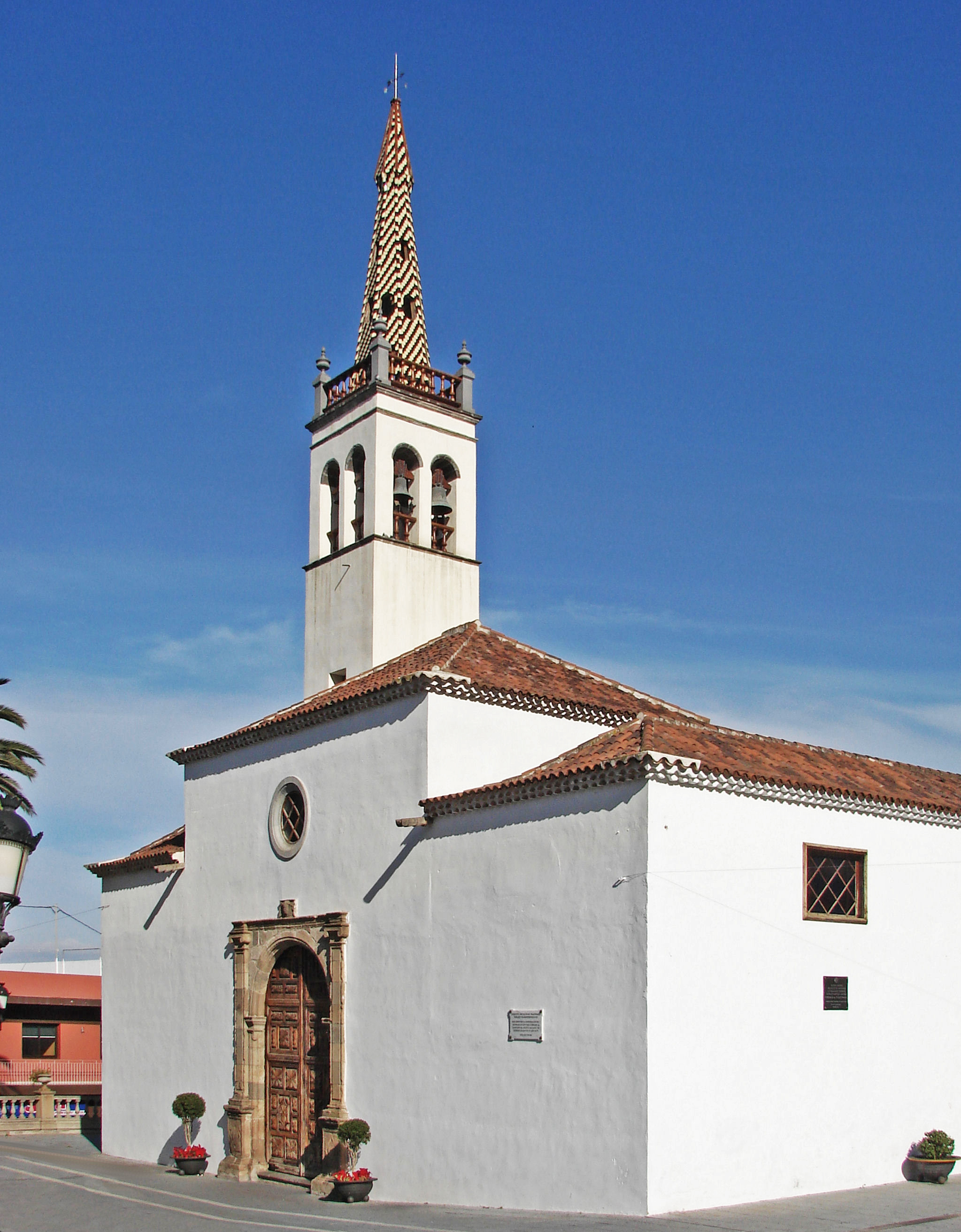
Kirche Santiago in Los Realejos

Die Iglesia de la Concepción in Realejo Bajo brannte am 5. November 1978 völlig aus.

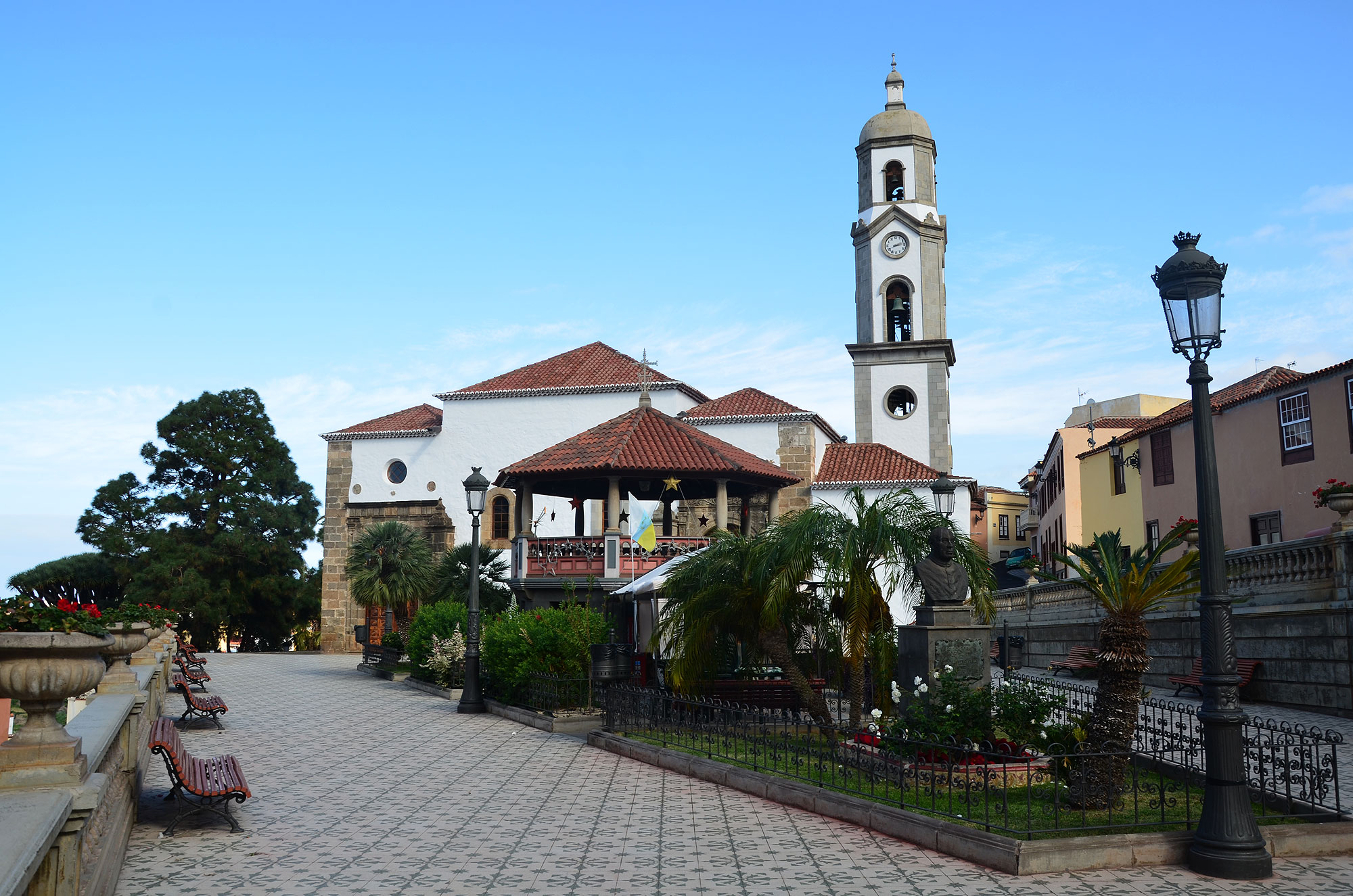
Kirche Nuestra Señora de la Concepción, Los Realejos

Durch Brände sind im 19. und 20. Jahrhundert einige architektonisch interessante Gebäude zerstört worden, die während des 17. und 18. Jahrhunderts erbaut worden waren, wie das San-Juan-Bautista-Kloster des Augustiner-Ordens 1806, das Santa-Lucia-Kloster des Franziskaner-Ordens 1865, das San-Andrés-Kloster und das Santa-Monica-Kloster des Augustiner-Ordens 1952 sowie die Kirche Nuestra Señora de la Concepción 1978.
Heute konzentriert sich das historisch-künstlerische Erbe von Los Realejos vor allem auf die Kirchen, von denen die Kirche des Apostels Santiago hervorsticht, die erste, 1496 begonnene Kirche Teneriffas. Wie die Kirche La Concepción wurde sie zu einem nationalen historischen Denkmal erklärt. Weiterhin verdienen einige Kapellen und Haziendas besondere Erwähnung, wobei sich von Letzteren eine Vielzahl im Küstengebiet der Gemeinde befinden, bekannt unter den Namen Ramblas del Mar, Ramblas de Babón und Ramblas de Castro.

## Traditionen und Feste
In Los Realejos werden traditionell viele Feste gefeiert, nahezu 80 pro Jahr. Ein Beispiel dafür ist der auf der ganzen Insel populäre Karneval.
Das Osterfest besaß in der Vergangenheit eine andere Bedeutung. Vor allem war es zunächst einmal ein gesellschaftlicher Treffpunkt. Die Älteren erinnern sich bewegt an die Stille und innere Zurückgezogenheit der Teilnehmer bei den Prozessionen und die von den Orden geforderte nach außen getragene Trauer. Dieser Umstand brachte die Seelen am Tag der Auferstehung, „La Pascua Florida“, zum überquellen, und es wurden sogar Vogelkäfige zu den Kirchen mitgeführt, die mit ihrem Trillern die Hallelujas und das Glockenläuten begleiteten, in einer von Blumen und Weihrauch erfüllten Atmosphäre.
Im Mai finden mehrere einzigartige Traditionen von Los Realejos statt. Zu den ältesten Festen gehört „La Invención de la Cruz“, das kurz nach Beendigung der Eroberung (1496) vom Bischof Muros ins Leben gerufen wurde; ein liturgisches Fest, das bald diverse feierliche Bestandteile besaß, wie Tanz, Lagerfeuer (heute sind es Feuerwerke), Laubzweige, Bögen aus Früchten des Landes, festlichen Bummelzüge usw.
Im Laufe der Zeit haben sich die Feierlichkeiten erheblich weiterentwickelt, so dass immer mehr Kreuze, die auf den Wegen stehen, Kapellen und Privathäuser, besonders im Ortsteil La Cruz Santa, mit Zweigen umrankt werden, während sich jene Festfeuer aus alten Zeiten in den Höhepunkt der Feierlichkeit verwandelt haben: in ein grandioses Feuerwerk am 3. des Monats, zu Beginn der Prozession, bei der zwei Straßen, La Calle del Medio und La Calle del Sol in ihrer Großartigkeit und Spektakularität ihrer Feuerkastelle miteinander konkurrieren, ganz abgesehen von der Dekoration ihrer Kapellen.
Nach der Fiesta de la Cruz findet das Fest San Isidro Labrador statt, das schon seit dem 17. Jahrhundert die Hingabe der Bauern dieser Zone zu wecken begonnen hatte. Bereits im 20. Jahrhundert wurde die Romería Regional gefeiert, die aufgrund ihres touristischen Interesses national gefördert wird.
Treffpunkt im Monat Juli ist El Santuario del Carmen des Ortes San Agustín, und die charakteristische Note dieses Festes ist die Prozession von La Orotava, die von den Seeleuten von Puerto de la Cruz begleitet wird, unter Beifallsrufen gegenüber ihrer Schutzherrin, laut und zudem ärgerlich für die gänzlich ruhigen Teilnehmer, aber im Grunde genommen doch sehr liebevoll, trotz des heftigen Schwalls an Rufen. Im August und September wird in allen Ecken von Los Realejos gefeiert. Jeder Ortsteil dekoriert in seiner Umgebung und die Einwohner versammeln sich zum gemeinsamen Gebet und Trubel.
Der Festkalender von Los Realejos findet seinen Höhepunkt in den traditionellen Feierlichkeiten der Pascua zwischen Weihnachten und dem Dreikönigsfest. Ein weiterer Bestandteil der weihnachtlichen Feierlichkeiten von Los Realejos sind die „Belenes Vivientes“ (Lebendige Krippen), ganz besonders im Ort Tigaiga. Die gesamte Gemeinde nimmt daran teil und verwandelt Heiligabend in ein unermesslich großes Szenarium, in dem die biblischen Orte beschwört werden, an denen sich die Geschichte der Geburt Jesu von Nazareth abspielte.

## Aussichtspunkte

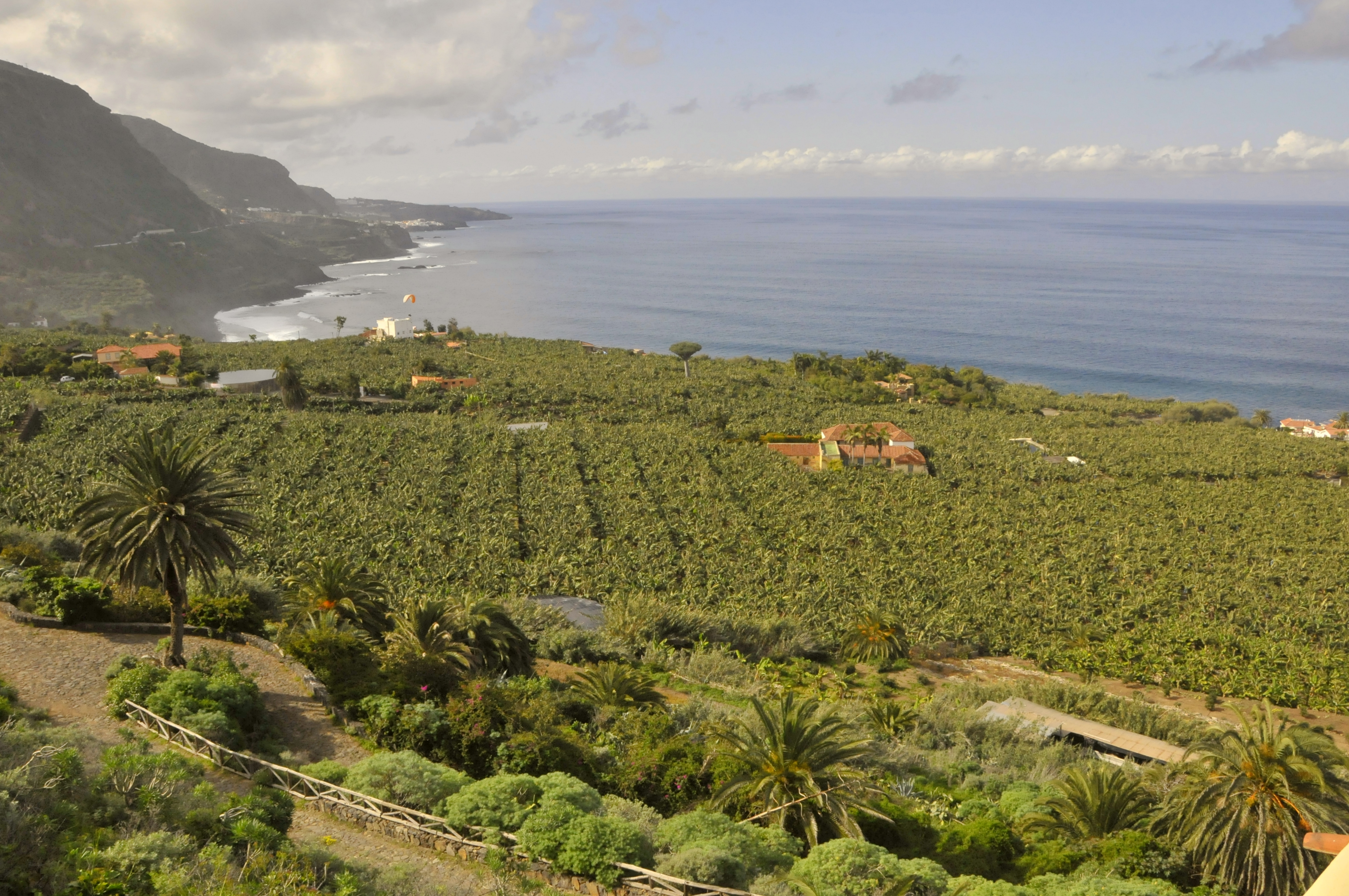
Nordküste Teneriffas nördlich Los Realejos, Blick vom Mirador de San Pedro

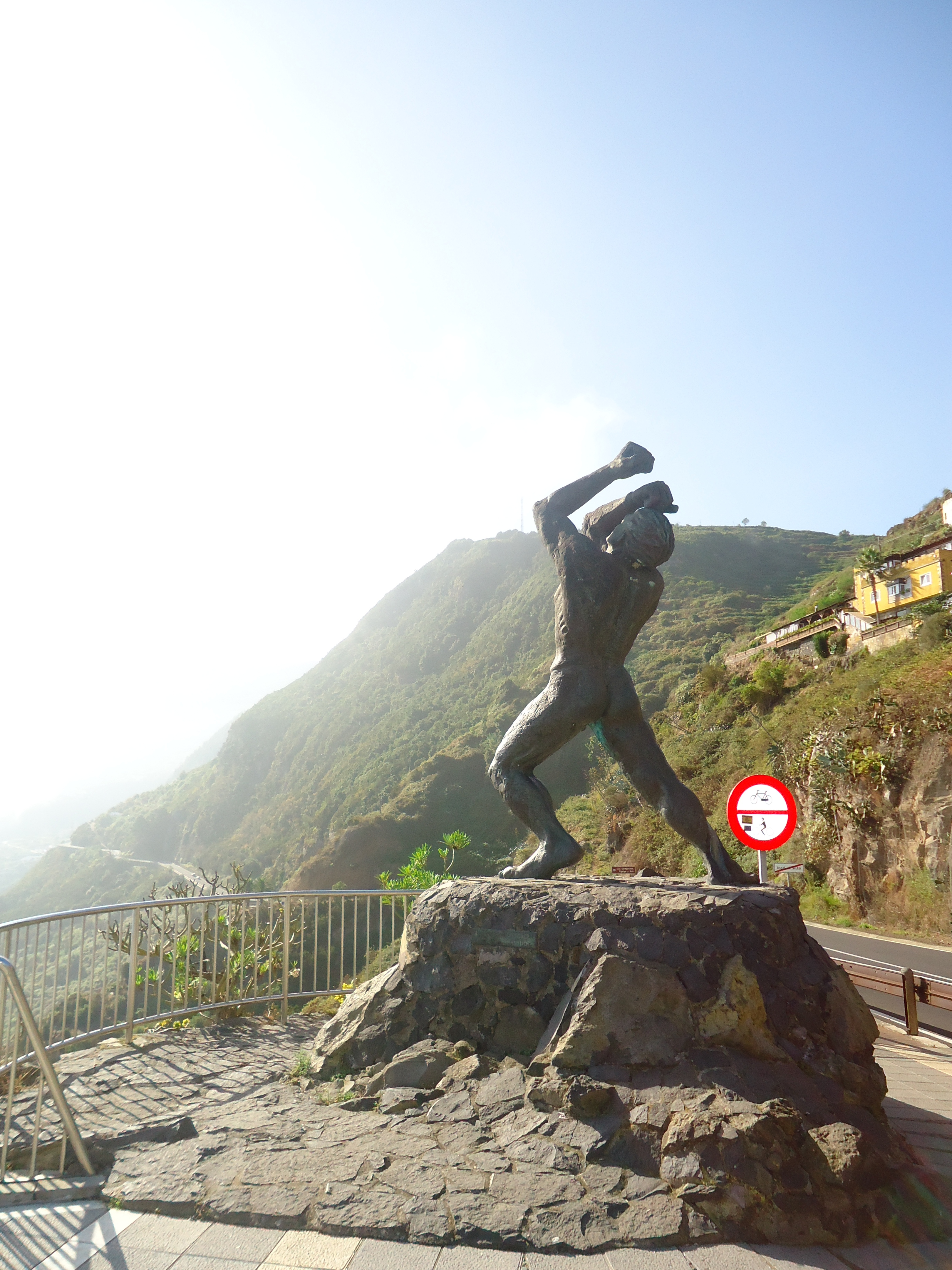
Mirador El Lance

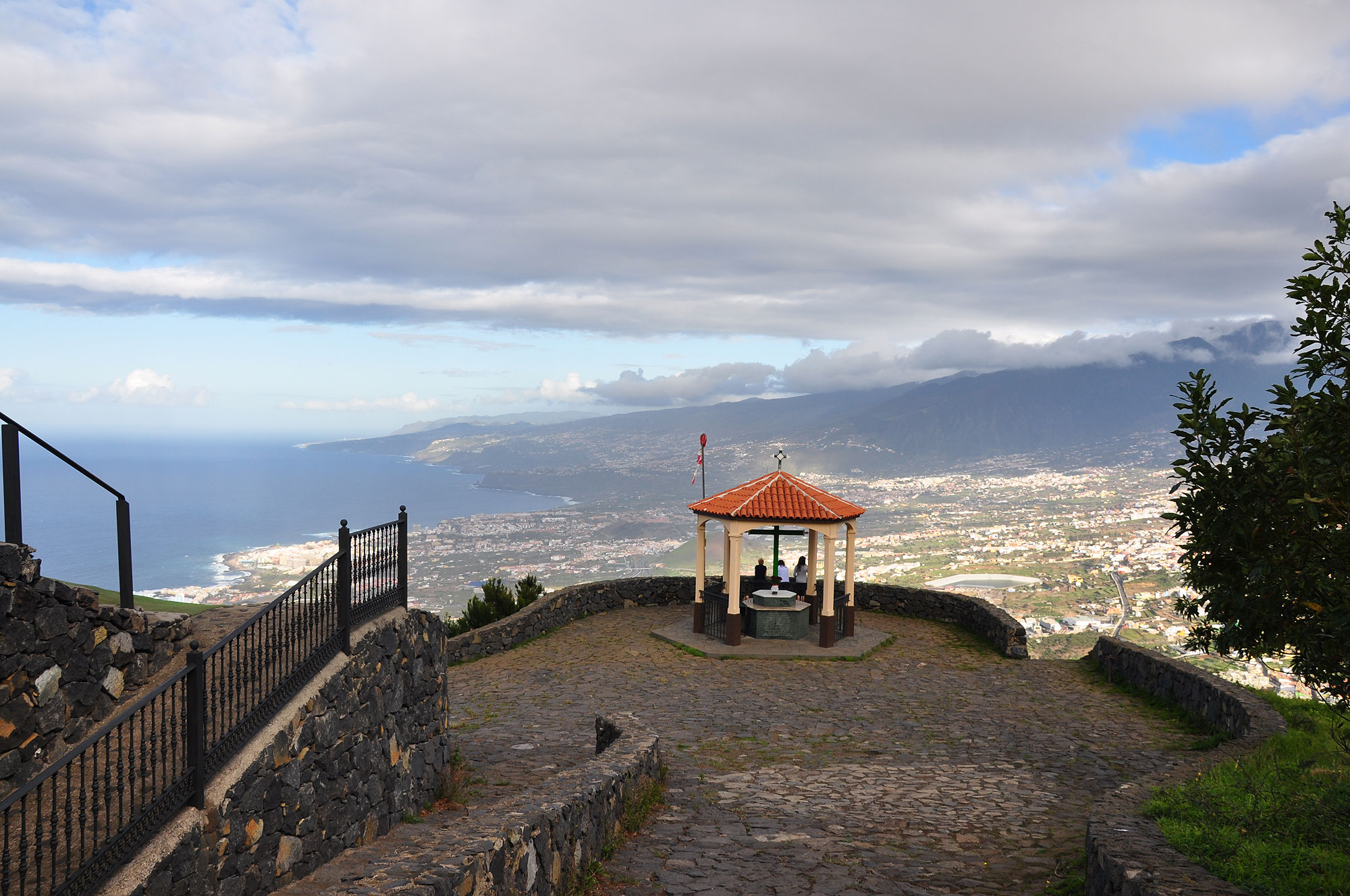
Mirador de La Corona, Los Realejos

An der Ladera de Tigaiga befindet sich der „Mirador de La Corona“. (⊙). Man erreicht ihn über den Stadtteil Icod el Alto und die Nebenstraße TF-342. Von dort aus kann man das ganze Orotava-Tal sowie den Nordosten der Insel überblicken.
Etwas weiter unten auf der Zugangsstraße zu Icod el Alto, liegt der Aussichtspunkt Mirador de El Lance (⊙). Der Legende nach soll der Guanchenkönig Bentor, der es bevorzugte, zu sterben, als die Demütigung zu ertragen, von den grausamen Eroberern versklavt zu werden, sich dort in den Tod gestürzt haben. Nach dem „Plan de Excelencia Turística“ wurde hier eine Freizeitzone geschaffen.
An der Küste, nahe der Ortschaft San Vicente, gibt es den Mirador de San Pedro, von wo aus man den üppigen Palmenhain von La Rambla de Castro und das Grün der Bananenplantagen von La Rambla del Mar sehen kann, die die Haziendas mit ihren weißgetünchten Wänden und schönen Dächern umgeben.
Am Mirador de La Grimona, sieht man den gleichnamigen Strand sowie die Küste von Socorro und La Punta del Guindaste.

## Handarbeitskunst
Los Realejos ist für seine Handarbeitskunst bekannt, denn in der Vergangenheit wurden hier kunstvolle Gürtel, Strümpfe und Stoffe aus Seide hergestellt.
Zwischen den verschiedenen Produktionen nahm die Korbflechterei den größten Anteil auf dem Markt ein, denn Erzeugnisse wie Körbe und Gemüsebehälter aus Korbweide und Stäbe aus Kastanienholz wurden überall auf der Insel verkauft.
Am bekanntesten ist die Stickereikunst dieser Gemeinde. Zu Anfang des letzten Jahrhunderts wurde schätzungsweise ein Drittel der Inselproduktion durch die Werkstätten in Los Realejos abgedeckt, wobei der englische Markt Hauptbestimmungsort war.
Heute genießen noch andere Handarbeitserzeugnisse von Los Realejos einen hohen Ruf. Die Pyrotechnik bzw. Feuerwerkskunst wird von einem zweihundertjährigen Familienbetrieb repräsentiert, den Brüdern Toste. Sie gewannen bereits viele Preise bei den angesehensten nationalen und internationalen Messen und Wettbewerben.
Auch die Produkte der lokalen Konditoreien werden vor allem zur Weihnachtszeit in vielen Haushalten auf Teneriffa verzehrt.

## Freizeitzonen
Los Realejos verfügt über vier Freizeitzonen. In der oben gelegenen Zone der Ortschaften Palo Blanco und Las Llanadas, an der Naturgrenze zwischen den Baumformationen des Fayal Brezal und dem Kanarischen Kiefernwald, befindet sich das Freizeit- und Erholungsgebiet Chanajija, das innerhalb einer halben Stunde mit dem Auto vom Kernort aus zu erreichen ist. Das Freizeitgebiete La Higuerita liegt im Herzen des Orotava-Tals. Das Freizeitgebiet Barranco Ruiz befindet sich an der Grenze zur Gemeinde San Juan de la Rambla. Zudem gibt es den Naturhörsaal Emilio Fernández Muñoz. Dieser befindet sich in einem Kiefernwald nahe dem Las Cañadas del Teide.

## Touristische Wege
Die in der Steilküste von Los Realejos gelegenen Buchten und Strände bis zur Grenze zur Gemeinde San Juan de la Rambla mittels eines touristischen Weges miteinander zu verbinden, war eines der wichtigsten und gleichzeitig ältesten Projekte der Stadtverwaltung dieses Ortes.
Dabei sind besonders der Wanderweg El Agua und der Wanderweg von Tigaiga von touristischem Interesse.

## Weinanbau
Der Wein aus Los Realejos sowie dem gesamten Orotava-Tal besitzt eine lange Geschichte. Im 17. und 18. Jahrhundert war hier das erste Weinanbauzentrum der Kanaren. Die Weine wurden nach Großbritannien und seine Kolonien exportiert, sowie nach Deutschland, die Niederlande und in die spanischen Länder Südamerikas. Sie waren derart weit verbreitet, dass der berühmte, aus Los Realejos stammende Viera y Clavijo einst sagte, das Tal sei eine unermessliche Weinlaube.
Das Orotava-Tal ist bezüglich seiner Winzertradition und Weinproduktion eine der wichtigsten Gegenden der Kanaren. In diesem uralten Tal, das zwischen dem Teide und dem Atlantik liegt, befinden sich mehrere Weinberge, die in große Anbauterrassen aufgeteilt sind, die wiederum von La Orotava bis Los Realejos reichen.
Seit der Gründung des „Consejo Regulador“ (Kontrollrat) ist den Weinen aus dem Orotava-Tal aufgrund ihrer historischen Tradition und Qualität ein besonderer Wert zuerkannt worden. Der Consejo Regulador schützt die Weinbauern und Winzer und garantiert dem Verbraucher Ursprungsoriginalität und Qualität der Weine aus diesem Gebiet.
Im Mai werden Wettbewerbe veranstaltet („Concursos Local a Granel y Regional de Vinos Blancos Embotellados“), die vom Ministerium für Landwirtschaft offiziell anerkannt sind.

## Einwohnerstatistik
| Jahr | Einwohner | Bevölkerungsdichte |
| ---- | --------- | ------------------ |
| 1991 | 29.829    | 516,3 Ew./km²      |
| 1996 | 32.599    | 564,2 Ew./km²      |
| 2001 | 33.438    | 578,7 Ew./km²      |
| 2002 | 35.299    | 610,9 Ew./km²      |
| 2003 | 35.799    | 619,6 Ew./km²      |
| 2004 | 35.756    | 618,8 Ew./km²      |
| 2005 | 36.243    | 627,3 Ew./km²      |
| 2006 | 36.746    | 636,0 Ew./km²      |
| 2007 | 37.224    | 644,2 Ew./km²      |
| 2009 | 37.559    | 650,0 Ew./km²      |
| 2014 | 36.860    | 637,9 Ew./km²      |

## Söhne und Töchter der Stadt
- José Viera y Clavijo (1731–1813), Universalgelehrter, Historiker
- Elisabeth Chávez Hernández (* 1990), Handballspielerin